# Diego Osorio
Pour les articles homonymes, voir Osório (homonymie).
Diego Osorio (né le 21 juillet 1970 à Medellín en Colombie) est un joueur de football international colombien, qui évoluait au poste de défenseur.
Il a joué avec l'Independiente Medellín, l'Atlético Nacional et avec l'Independiente Santa Fe.

## Biographie

### Carrière en sélection
Osorio ne marque aucun but lors de ses dix-sept sélections avec l'équipe de Colombie entre 1991 et 1995. Il participe à la Copa América en 1991 et 1993 la Colombie.
Il participe avec la Colombie aux Jeux olympiques d'été de 1992. Il prend également part à la Coupe du monde des moins de 16 ans 1989.

### Après-football
Osorio est arrêté pour trafic de stupéfiants (possession de cocaïne) à Miami en Floride en août 2002.
En octobre 2016, il est une nouvelle fois arrêté à l'aéroport de Bogota avec un kilo de cocaïne, alors qu'li s'apprêtait à rejoindre l'Espagne.
En mai 2023, il est arrêté une nouvelle fois à l'aéroport de Rionegro avec 1,8 kilo de cocaïne, alors qu'li s'apprêtait à rejoindre Madrid. 

## Palmarès
| Atlético Nacional \| - Championnat de Colombie (2) : - Champion : 1991 et 1994. - Copa Libertadores : - Finaliste : 1995. \| \| - Copa Interamericana (1) : - Vainqueur : 1997. - Copa Merconorte (1) : - Vainqueur : 1998. \| |  | Independiente Santa Fe - Coupe CONMEBOL : - Finaliste : 1996.                               |
| - Championnat de Colombie (2) : - Champion : 1991 et 1994. - Copa Libertadores : - Finaliste : 1995. |  | - Copa Interamericana (1) : - Vainqueur : 1997. - Copa Merconorte (1) : - Vainqueur : 1998. |